# Neoamphion
Neoamphion es un género de escarabajos de la familia Cerambycidae, que contiene las siguientes especies:
- Neoamphion triangulifer (Aurivillius, 1908)
- Neoamphion vittatus (Reiche, 1839)